# رمانتیک جدید (فیلم ۲۰۱۸)
رمانتیک جدید (به انگلیسی: The New Romantic) یک فیلم عاشقانه، کمدی-درام کانادایی محصول سال ۲۰۱۸ به نویسندگی و کارگردانی کارلی استون است.
این فیلم اولین نمایش جهانی خود را در ۱۱ مارس ۲۰۱۸ در جنوب از جنوب غربی انجام داد. در ۱۹ اکتبر ۲۰۱۸ اکران محدودی در کانادا دریافت کرد. و در ۹ نوامبر ۲۰۱۸ در ایالات متحده منتشر شد.

## داستان
دانش آموز ارشدی در کالج پس از اینکه در یافتن دوست پسری خوب شکست می‌خورد تصمیم می‌گیرد که در ازای دریافت هدیه با مردی مسن‌تر ملاقات کند.

## بازیگران
- جسیکا باردن در نقش بلیک کانوی
- هیلی لاو در نقش نیکی موریسون
- برت دایر در نقش جیکوب
- کامیلا مندس در نقش مورگان کروز
- تیم شارپ در نقش ایان بروکس
- اون جوگیا در نقش رودخانه دوان
- وینی بنت در نقش بانکر اندرو
- دارن آیزنور در نقش کنراد

## تولید
این فیلم در سادبری بزرگ، انتاریو در پاییز ۲۰۱۷ فیلمبرداری شد.

## پاسخ انتقادی
در جمع‌آوری نقد راتن تومیتوز، این فیلم بر اساس ۳۱ نقد، با میانگین امتیاز ۵٫۹ از ۱۰، که دارای امتیاز ۶۱ درصدی است. میانگین امتیاز ۵۵ از ۱۰۰ می‌باشد.